# たしかなこと
「たしかなこと」は、2005年5月25日に発売された小田和正通算23作目のシングル。発売元はBMGファンハウス。

## 解説
明治安田生命の企業CMソング。2005年1月2日にTBSで放送されたドラマスペシャル『星野仙一物語〜亡き妻へ贈る言葉〜』の主題歌にも使用され、アルバム『そうかな』にも収録されている。2005年に行われた小田和正のコンサート・ツアーでは、アンコールの最後に観客との大合唱で歌われた。
また、小田の親友でもある星野仙一が2014年に監督として東北楽天ゴールデンイーグルスで退任セレモニーを行った際も楽天での4年間の軌跡を振り返るVTRとともにこの曲が流された。
第92代内閣総理大臣の麻生太郎が自民党総裁選に立候補した際、候補者討論会の入場曲に本曲を使用している。使用に至った理由は「歌詞に共感した」とのこと。ちなみに小田と麻生は誕生日が同じ9月20日である（小田は1947年、麻生は1940年生まれ）。
TBSの『中居正広の金曜日のスマたちへ』のドキュメント企画でも「言葉にできない」とともにBGMで使われることがあり、番組レギュラーだった飯島愛のお別れの会（2009年3月1日、東京プリンスホテル）でもこの曲が流された。
ドラマW『再生巨流』でも、エンディングで使われたほか、フジテレビ木曜劇場『カエルの王女さま』第9話劇中で主要キャストによる合唱で歌われた。
2014年7月1日より、金沢シーサイドラインの接近メロディ・発車メロディの一つとして採用されている（現在は鳥浜駅、並木中央駅、八景島駅で使用）。
セルフカバーされた「生まれ来る子供たちのために」は、2008年10月4日に開始したTBSの報道・情報番組『情報7days ニュースキャスター』のエンディングテーマ曲として、開始から2010年3月27日まで流された。また、2012年7月7日公開の映画「グスコーブドリの伝記」の主題歌にもなっている。

## 収録曲
- 全作詞・作曲・編曲：小田和正

1. たしかなこと
2. 生まれ来る子供たちのために
1980年に発表されたオフコース時代の楽曲のセルフカヴァー。
ワーナー・ブラザース映画配給映画『グスコーブドリの伝記』主題歌

## AZUによるカバー
「たしかなこと」は、AZUの9枚目のシングル。

### 概要
レーベルメイトである小田和正「たしかなこと」をカバーした。

### 収録曲
1. たしかなこと
作詞・作曲：小田和正　編曲：浅田将明
  - 日本テレビ系『ハッピーMusic』POWER PLAY
  - テレビ東京系「DANCE@TV」7月度オープニングテーマ
2. We LOVE
作詞：藤林聖子　作曲・編曲：浅田将明
3. Angel
作詞：AZU　作曲・編曲：Ryosuke“Dr. R”Sakai
4. Strawberry Pie
作詞：藤林聖子　作曲・編曲：浅田将明
  - 三井アウトレットパーク 滋賀竜王TVCMイメージソング
5. たしかなこと(Instrumental)
6. We LOVE(Instrumental)
7. Angel(Instrumental)
8. Strawberry Pie(Instrumental)

## その他のカバー
- 大橋卓弥（シングル「ありがとう」のカップリング曲）
- 松崎しげる（カバーアルバム『Yes We Can!!』収録）
- SKA LOVERS（カバーアルバム『LOVERS SKA〜Sing With You〜』収録）
- 對馬香（カバーアルバム『ON/OFF 2nd season -Seven Colors-』収録）
- ココロウタproject.（カバーアルバム『messages〜bossa and acoustic covers〜』収録）
- small happiness feat.フレネシ（カバーアルバム『Happy -song for wedding-』収録）
- クリス・ハート（デビューシングル『home』のカップリング曲、アルバム『Heart Song』収録）
- 絢香（カバーアルバム『遊音倶楽部 〜1st grade〜』収録）
- 城南海 （2015年6月17日発売のアルバム『ミナミカゼ』収録。ポニーキャニオン PCCA-04231。編曲：ただすけ。）
- 中森明菜（カバーアルバム『Belie』収録）
- Little Glee Monster (アルバム『Joyful Monster』通常盤に収録)
- 林部智史（カバーアルバム『カタリベ1』収録）
- 山田姉妹（カバーアルバム『ふたつでひとつ 〜心を繋ぐ、歌を継ぐ』収録）
- 辛島美登里（カバーアルバム『Cashmere』収録）
- All That Jazz（カバーアルバム『HAPPY WEDDING!』収録）
- Superfly（カバーアルバム『Amazing』収録）
- 竹渕慶（カバーアルバム『この歌をあなたに』収録[4]）